# 大忠桥镇
大忠桥镇，是中华人民共和国湖南省永州市祁阳市下辖的一个乡镇级行政单位。

## 行政区划
2015年，祁阳县调整乡镇行政区划。获得湖南省人民政府的批准后，11月24日，永州市人民政府下发永政函〔2015〕216号文件。将大江乡的两个建制村——九渡村、瓦屋村并入大忠桥镇。大忠桥镇人民政府驻地不变，仍在丛山村。当时，下辖53个建制村，以及大忠社区、茅坪坊社区、西河街社区。
现大忠桥镇下辖以下地区：
大忠社区、茅坪坊社区、西河街社区、和睦山村、远景村、广福村、蔗塘村、白鹤洞村、金龙村、金旗村、洪家洞村、韩家州村、黄家桥村、花屋场村、星星村、盐江村、五里山村、镰头湾村、群强村、胜利村、两塘村、十里村、丛山村、中华村、走马村、杨家冲村、莲鹤观村、羊角井村、双合村、和平村、罗果村、马江村、梅湾村、双凤村、江边村、蟠龙村、梅泉村、厚塘村、枫树坪村、日晖塘村、大塘村、祝山村、烟塘村、永星村、滩头村、饶塘村、联心村、冲头村、瓦冲村、新马村、白毛窝村、诸先村、茶山村和深滩村。